# Rachele Mori
Rachele Mori (Cecina, 29 marzo 2003) è una martellista italiana, campionessa mondiale under 20 a Cali 2022.

## Biografia
Nata a Cecina, in provincia di Livorno, è sorella del rugbista a 15 Federico Mori e nipote del campione mondiale ed ex primatista italiano dei 400 metri ostacoli Fabrizio Mori. Nel 2021 ha vinto i campionati mondiali under 20 a Cali, in Colombia.
Nel giugno 2024 viene convocata per i campionati europei di Roma, ma viene eliminata nelle qualificazioni.

## Record nazionali
Under 20
- Lancio del martello: 68,04 m ( Lucca, 28 maggio 2022)[3]

Under 18
- Lancio del martello (3 kg): 70,41 m ( Rieti, 12 settembre 2020)
- Lancio del martello: 65,03 m ( Padova, 29 agosto 2020)

## Progressione

### Lancio del martello
| Stagione | Misura  | Luogo     | Data      | Rank. Mond. |
| -------- | ------- | --------- | --------- | ----------- |
| 2025     | 68,39 m | Bergen    | 17-7-2025 |             |
| 2025     | 68,39 m | Lucca     | 26-1-2025 |             |
| 2024     | 69,04 m | La Spezia | 30-6-2024 |             |
| 2023     | 69,02 m | Lucca     | 4-6-2023  |             |
| 2022     | 68,04 m | Lucca     | 28-5-2022 |             |
| 2021     | 63,51 m | Tallinn   | 16-7-2021 |             |
| 2020     | 65,03 m | Padova    | 29-8-2020 |             |
| 2019     | 59,99 m | Imola     | 15-6-2019 |             |

## Palmarès
| Anno | Manifestazione   | Sede    | Evento              | Risultato | Prestazione | Note                                     |
| ---- | ---------------- | ------- | ------------------- | --------- | ----------- | ---------------------------------------- |
| 2021 | Europei U20      | Tallinn | Lancio del martello | 6ª        | 61,33 m     | [ 4 ]                                    |
| 2021 | Mondiali U20     | Nairobi | Lancio del martello | 6ª        | 61,94 m     |                                          |
| 2022 | Mondiali U20     | Cali    | Lancio del martello | Oro       | 67,21 m     |                                          |
| 2022 | Mediterraneo U23 | Pescara | Lancio del martello | Oro       | 65,60 m     | [ 5 ]                                    |
| 2023 | Europei U23      | Espoo   | Lancio del martello | 7ª        | 65,36 m     |                                          |
| 2024 | Europei          | Roma    | Lancio del martello | 13ª (q)   | 68,52 m     | Miglior prestazione personale stagionale |
| 2025 | Europei U23      | Bergen  | Lancio del martello | 5ª        | 68,02 m     | [ 6 ]                                    |

## Campionati nazionali
2019
- Oro ai campionati italiani allievi (Agropoli), lancio del martello (3 kg) - 68,43 m

2020
- Argento ai campionati italiani assoluti (Padova), lancio del martello - 65,03 m
- Oro ai campionati italiani allievi (Rieti), lancio del martello (3 kg) - 70,41 m

2021
- Oro ai campionati italiani juniores (Grosseto), lancio del martello - 60,82 m
- 4ª ai campionati italiani assoluti (Rovereto), lancio del martello - 61,18 m

2022
- Argento ai campionati italiani assoluti (Rieti), lancio del martello - 65,55 m
- Oro ai campionati italiani juniores (Rieti), lancio del martello - 65,09 m

2023
- Oro ai campionati italiani promesse (Agropoli), lancio del martello - 65,88 m
- Argento ai campionati italiani assoluti (Molfetta), lancio del martello - 65,82 m

2024
- Argento ai campionati italiani assoluti (La Spezia), lancio del martello - 69,04 m

2025
- Argento ai campionati italiani assoluti (Caorle), lancio del martello - 65,46 m

## Altre competizioni internazionali
2019
- Argento al Festival olimpico della gioventù europea ( Baku), lancio del martello (3 kg) - 69,04 m

2022
- 5ª in Coppa Europa di lanci ( Leiria), lancio del martello U23 - 63,14 m

2023
- Bronzo in Coppa Europa di lanci ( Leiria), lancio del martello U23 - 62,79 m

2024
- 4ª in Coppa Europa di lanci ( Leiria), lancio del martello U23 - 64,76 m